# Ruben Knab
Ruben Knab (Ede, 19 februari 1988) is een Nederlandse roeier. Hij vertegenwoordigde Nederland bij verschillende grote internationale wedstrijden. In Parijs won hij in 2024 zilver bij de Olympische Spelen.

## Levensloop
In 2008 werd Knab negende bij de wereldkampioenschappen voor neo-senioren op het roeionderdeel acht met stuurman. In 2011 werd hij vierde bij de wereldbekerwedstrijden in München op ditzelfde onderdeel. Later dat jaar gaf de bondscoach te kennen dat Knab en Meindert Klem niet zouden worden opgesteld in de Holland Acht, en dat hun plekken zouden worden opgevuld door Olivier Siegelaar (Laga) en Boaz Meylink (Nereus). De keuze voor deze wisseling werd gemaakt op basis van een serie selectiewedstrijden op de Bosbaan in Amsterdam.
In 2014 won Knab samen met Dirk Uittenbogaard, Peter van Schie, Govert Viergever en stuurman Tim van den Ende de Varsity.
Met een vijfde plaats op het onderdeel vier zonder stuurman de wereldbekerwedstrijden in Belgrado kwalificeerde Knab zich voor de Olympische Spelen van Londen. Met zijn teamgenoten Boaz Meylink, Kaj Hendriks en Mechiel Versluis behaalde hij de vijfde plaats in de finale.
Op de Europese kampioenschappen 2022 in München behaalde Knab samen met Ralf Rienks, Rik Rienks en Sander de Graaf zilver in de vier zonder stuurman. Op de Wereldkampioenschappen in Račice een maand later won deze ploeg brons.
In 2023 maakte Knab deel uit van de acht die brons behaalde op de EK in Bled.
Bij de Olympische Spelen van 2024 in Parijs behaalde Knab de zilveren medaille in de acht, achter de Britse acht.
Knab studeerde geneeskunde aan de Universiteit van Amsterdam en is aangesloten bij de Amsterdamse studentenroeivereniging ASR Nereus. Naast roeien doet hij aan fietsen, zwemmen en hardlopen.

## Palmares

### Dubbel vier
- 2010: 14e WK U23 - 6.01,43

### Vier zonder stuurman
- 2011: 10e Wereldbeker III - 6.02,12
- 2011: 6e WK - 6.11,82
- 2012: 5e Wereldbeker I - 5.58,30
- 2012: 9e Wereldbeker II - 6.04,31
- 2012: 5e Olympische Spelen - 6.14,78
- 2022:  EK - 6.17,69
- 2022:  WK - 5.51,85
- 2023: 4e WK - 6.12,38

### Vier met stuurman
- 2009: 7e WK U23 - 6.21,98

### Acht met stuurman
- 2008: 9e WK U23 - 6.05,02
- 2011: 4e Wereldbeker I - 5.29,07
- 2013: 5e WK - 5.37,11
- 2017:  EK - 5.31,05
- 2018:  EK - 5.29,51
- 2019:  EK - 5.27,97
- 2019:  WK - 5.19,96
- 2020:  EK - 5.34,21
- 2021:  EK - 5.32,25
- 2023:  EK - 5.28.61
- 2024:  OS - 5.23,92

Boaz Meylink · 
Ruben Knab · 
Kaj Hendriks · 
Mechiel Versluis